# تپه یاکند پایین
تپه یاکند پایین در شهرستان قزوین، بخش کوهین، روستای یاکند علی‌آباد واقع شده و این اثر در تاریخ ۲۵ خرداد ۱۳۸۱ با شمارهٔ ثبت ۵۷۲۹ به‌عنوان یکی از آثار ملی ایران به ثبت رسیده است.